# Daddy's Double
Daddy's Double è un cortometraggio muto del 1910 scritto da Lloyd Lonergan. Non si conosce il nome del regista del film che fu prodotto dalla Thanhouser.

## Produzione
Il film fu prodotto dalla Thanhouser Film Corporation.

## Distribuzione
Distribuito dalla Thanhouser Film Corporation, il film - un cortometraggio in una bobina - uscì nelle sale cinematografiche statunitensi il 5 aprile 1910. Copie della pellicola (35 mm negativo e positivo in nitrato) sono conservate negli archivi del National Film and Television Archive del British Film Institute.
Nel settembre 2007, è stata distribuita dalla Thanhouser Company Film Preservation un'antologia in DVD di film muti dal titolo The Thanhouser Collection, DVD Volumes 7, 8 and 9 (1910-1917) della durata complessiva di 302 minuti. Il DVD comprendeva anche Daddy's Double in una versione di 16 minuti e con accompagnamento musicale all'organo di Raymond A. Brubacher.